# Härjarö naturreservat
Härjarö naturreservat är ett naturreservat omfattande halvön Härjarö i Enköpings kommun i Uppsala län.
Området är naturskyddat sedan 1975 och är 1 224 hektar stort. Reservatet består av barrskog med fornlämningar.